# Valeyres-sous-Ursins
Pour les articles homonymes, voir Valeyres.
Valeyres-sous-Ursins est une commune suisse du canton de Vaud, située dans le district du Jura-Nord vaudois. Le village se situe à 551 mètres d'altitude sur une colline au sud d'Yverdon-les-Bains et de la plaine de l'Orbe. Il occupe un plateau cerné par plusieurs cours d'eau et leurs cordons boisés. Il compte 241 habitants en 2022.

## Toponymie
Les trois villages de Valeyres-sous-Ursins, Valeyres-sous-Montagny et Valeyres-sous-Rances sont tous trois situés dans la même région. Anciennement appelés simplement Valeyres, ils sont parfois difficiles à différencier dans les archives anciennes. Ce toponyme reflète le gentilice romain Valerius, et renvoie assurément aux « domaines appartenant à Valerius ». Ce nom de personne étant resté en usage au Moyen Age, on pourrait douter de l'âge de la localité, mais les vestiges archéologiques trouvés à Valeyres-sous-Ursins renvoient bien à l'époque romaine. Le village est connu sous le nom de de Valeriis vers 1141 puis de de Ualeres vers 1151-1200, Valeres  (1220), enfin Valleyres sous Ursins au XVIIe siècle pour distinguer cette localité de ses homonymes. La forme actuelle, Valeyres-sous-Ursins est récente.

## Géographie
La surface totale de la commune de Valeyres-sous-Ursins représente 285 hectares qui se décomposent en 11 ha de surfaces d'habitat et d'infrastructure (3,9 %), 219 ha de surfaces agricoles (76,8 %) et 55 ha de surfaces boisées (19,3 %)[réf. nécessaire].
Le village de Valeyres-sous-Ursins se situe à 551 mètres d'altitude sur une colline au sud de la plaine de l'Orbe, sur le plateau suisse. À l'est, le territoire communal s'étend en pente vers la vallée du Buron qui marque sa frontière occidentale. La commune est délimitée par la Niauque au nord et à l'ouest. Le plus haut point est situé au sud de la commune, à 598 mètres d'altitude.
En plus du village de Valeyres, la commune compte quelques fermes isolées. Les communes voisines sont Pomy, Ursins, Essertines-sur-Yverdon et Yverdon-les-Bains.

## Histoire
On a retrouvé des traces d'occupation romaine à Valeyres-sous-Ursins. Une maladrerie y est construite vers 1415. Valeyres-sous-Ursins fait partie de la seigneurie de Belmont puis, à l'époque bernoise, du bailliage d'Yverdon. Il fait ensuite partie du district d'Yverdon de 1798 à 2007 et du district du Jura-Nord vaudois depuis 2008.

## Héraldique
Les armes de la commune de Valeyres-sous-Ursins se blasonnent ainsi De sinople à deux fasces ondées d'argent, à la coupe d'or brochante. Ce village faisant anciennement partie de la seigneurie de Belmont, Valeyres a eu jadis des chevaliers portant ce nom, mais leur blasonnement n'est pas connu. La commune a adopté en 1928 ces armoiries d'inspiration moderne : elles ne diffèrent de celles d'Yverdon, chef lieu de district, que par l’antique coupe de communion de Valeyres.

## Population

### Surnom
Les habitants de la commune sont surnommés les Mollards (lè molâre, soit les rémouleurs en patois vaudois).

### Démographie
Valeyres-sous-Ursins compte 241 habitants en 2022. Sa densité de population atteint 84 hab./km2.
En 2000, la population de Valeyres-sous-Ursins est composée de 97 hommes (53,9 %) et 83 femmes (46,1 %). Il y a 173 Suisses (96,1 %) et 7 étrangers (3,9 %). La langue la plus parlée est le français, avec 172 locuteurs (95,6 %). Sur le plan religieux, la communauté protestante reformée est la plus importante avec 113 personnes (62,8 %), suivie des catholiques romains (26 ou 14,4 %). 23 personnes (12,8 %) n'ont aucune appartenance religieuse.
Le graphique suivant résume l'évolution de la population de Valeyres-sous-Ursins entre 1850 et 2010 :

## Politique
Sur le plan communal, Valeyres-sous-Ursins est dirigé par une municipalité formée de cinq membres et dirigée par un syndic pour l'exécutif et un Conseil général dirigé par un président et secondé par un secrétaire pour le législatif.

## Économie
Un moulin mentionné dès 1334 était en activité jusqu'au XXe siècle. Jusqu'à la seconde moitié du XXe siècle, l'économie locale était principalement tournée vers l'agriculture, l'arboriculture fruitière  et l'élevage qui, de nos jours encore, représentent une part importante des emplois locaux. Quelques emplois ont été créés dans des entreprises locales mais Valeyres compte de nombreux pendulaires qui travaillent principalement à Yverdon-les-Bains.

## Monuments
Un habitat préhistorique fortifié situé à Valeyres-sous-Ursins est inscrit comme bien culturel d'importance régionale.
Coupe de communion, en argent, de 1734, par l'orfèvre François-Louis Pillivuit, d’Yverdon. Cet objet, classé monument historique, figure sur les armoiries communales de 1928.

## Transports
L'entrée Yverdon-Sud de l'autoroute A1 (Lausanne-Yverdon), construite en 1981, se trouve à 4 kilomètres de Valeyres-sous-Ursins. Le village, qui fait partie de la communauté tarifaire vaudoise Mobilis, est desservi par la ligne de car postal Yverdon-les-Bains-Ursins-Bercher.